# 268
Криза Римської імперії у 3 столітті. Період тридцяти тиранів. Зміна імператора. У Китаї завершується період трьох держав, в Японії триває період Ямато, в Індії період занепаду Кушанської імперії, у Персії править династія Сассанідів.
На території лісостепової України Черняхівська культура. У Північному Причорномор'ї готи й сармати.

## Події
- Напад готів на Італію.
- Алемани вторгаються в Італію на південь від річки По.
- У Медіолані (сучасний Мілан) війська проголосили імператором Авреола, але повстання було придушене, Авреол загинув у в'язниці.
- Римські війська завдали значної поразки готам у битві при Ніші.
- Імператор Галлієн убитий власними легіонерами при облозі Медіолана.
- Клавдій II стає римським імператором.
- У листопаді 268 року римські війська одержали перемогу над алеманами у битві при Лакус Бернардус (тепер озеро Гарда).
- Уперше з'явилася згадка про вестготів.

## Померли
- Галлієн, римський імператор.
- Діонісій, папа римський.